# Сант'Анджело Муксаро
Сант'А̀нджело Мукса̀ро (на италиански: Sant'Angelo Muxaro; на сицилиански: Sant'Angilu Musciaru, Сант'Анджилу Мушару) е село и община в Южна Италия, провинция Агридженто, автономен регион и остров Сицилия. Разположено е на 335 m надморска височина. Населението на общината е 1512 души (към 2010 г.).